# (8669) 1991 NS1
A (8669) 1991 NS1 a Naprendszer kisbolygóövében található aszteroida. Henry Holt fedezte fel 1991. július 13-án.